# Jesús Castro Marte

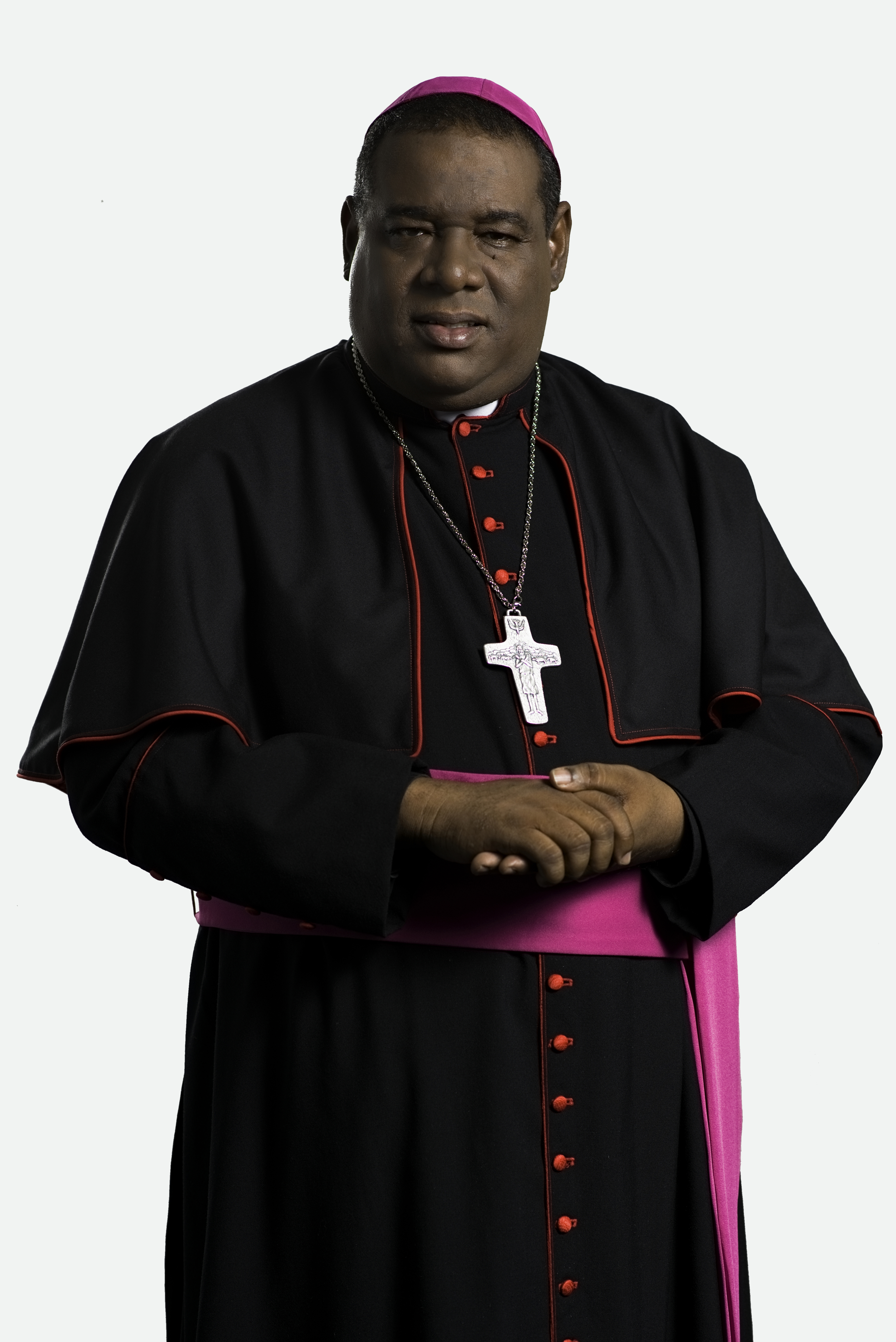
Weihbischof Jesús Castro Marte

Wappen von Jesús Castro Marte als Weihbischof

Jesús Castro Marte (* 18. März 1966 in Guerra, Dominikanische Republik) ist ein dominikanischer Geistlicher und römisch-katholischer Bischof von Nuestra Señora de la Altagracia en Higüey.

## Leben
Jesús Castro Marte empfing am 13. Juni 1995 das Sakrament der Priesterweihe.
Am 1. Juli 2017 ernannte ihn Papst Franziskus zum Titularbischof von Giufi und zum Weihbischof in Santo Domingo. Der Erzbischof von Santo Domingo, Francisco Ozoria Acosta, spendete ihm sowie Faustino Burgos Brisman CM und Ramón Benito Ángeles Fernández am 26. August desselben Jahres die Bischofsweihe; Mitkonsekratoren waren der emeritierte Bischof von Barahona, Rafael Leónidas Felipe y Núñez, und der Bischof von Barahona, Andrés Napoleón Romero Cárdenas.
Papst Franziskus ernannte ihn am 30. Mai 2020 zum Bischof von Nuestra Señora de la Altagracia en Higüey. Die Amtseinführung fand am 28. Juli desselben Jahres statt.